# Afrosmilus
Afrosmilus — викопний рід барбурофелід. Жив у Африці в середньому міоцені.

## Таксономія та еволюція
Вид Pseudaelurus africanus був вперше описаний у 1914 році; у 1929 році Міклош Крецой відніс його до нового роду Afrosmilus.
Другий вид Afrosmilus turkanae був описаний у 1987 році.
У 2001 році третій вид, Afrosmilus hispanicus, був описаний разом із близькоспорідненим родом Ginsburgsmilus; для цих ранніх африканських барбурофелінів було створено плем'я Afrosmilini.